# النهضة المرجعيونية
جريدة النهضة المرجعيونية هي جريدة أسبوعية، بدأت بالصدور في 27 كانون الثاني 1927م.
أصدرتها جمعية النهضة المرجعيونية، كان صاحبها فضل وهبي، كانت تطبع في مطابع العرفان في صيدا ثم أُنشئت لها مطبعة مستقلة. كانت تعنى بشؤون جبل عامل السياسية والاجتماعية وغيرها.